# Ang Duong
Ang Duong (ព្រះបាទ អង្គ ឌួង), fut roi du Cambodge de 1841 à 1844 puis  de 1844 à 1860.

## Biographie
Fils cadet du roi Ang Eng, il est envoyé à Bangkok à l’âge de 16 ans, où il reste jusqu’en 1839.
Lorsque sa nièce Ang Mey, alors reine du Cambodge sous « protection » annamite, est exilée à Hué en 1841, il tente de s’emparer du trône avec l’aide du Siam. S’il est proclamé roi à Oudong, le 14 décembre 1843, avec le soutien des troupes de Bangkok, il n'est couronné dans la même ville que le 7 mars 1848. Avant cela, il aura fallu subir les luttes d’influence entre l’Annam et le Siam et attendre que les deux puissances s’accordent pour exercer un condominium sur le Cambodge.
Il veut administrer seul son royaume, demandant de pouvoir nommer et révoquer les gouverneurs des provinces à sa guise, mais se heurte rapidement à ses protecteurs oriental et occidental. Afin de s’affranchir de cette double tutelle, il tente de se rapprocher des puissances européennes qui souhaitent alors prendre pied dans la région, et écrit une lettre le 14 juin 1853 à Napoléon III, nouvel empereur des Français à qui il propose une alliance. Charles de Montigny, consul de France à Shanghai, est chargé de conclure un traité d’amitié avec le Cambodge, mais la mission échoue.
Au lieu de cela, Charles de Montigny rétablit les relations diplomatiques avec le Siam et s’assure ainsi la neutralité du royaume de Bangkok lors de l’intervention d’un corps expéditionnaire français en Annam. À ce moment-là, dans ce contexte, la demande d’Ang Duong a peu de chance d’être prise en considération par Paris.
En 1856, sentant sa dernière heure approcher, Ang Duong demande à la cour de Bangkok de lui renvoyer Ang Voddey, son fils aîné, qui lui succédera plus tard sous le nom de Norodom Ier.
Ang Duong meurt le 19 octobre 1860. Il n'avait pas eu moins de dix fils et dix neuf filles de ses trente huit épouses, dont trois royales qui engendrèrent les dynasties des Norodom (Norodom Ier, Norodom Sihanouk, Norodom Suramarit,Norodom Sihamoni) et des Sisowath (Sisowath, Sisowath Monivong).